# 大和大学
大和大学（やまとだいがく、英語: Yamato University）は、大阪府吹田市片山町2丁目5番1号に本部を置く日本の私立大学。1984年創立、2014年大学設置。

## 概観

### 大学全体
大学名に「大和」（やまと）を冠しているが、大学は大阪府にある。
昭和末期、西大和ニュータウン付近の人口急増に伴い奈良県河合町に設立された学校法人西大和学園は、平成後期、4年制大学を大阪府に開設する準備に入った。当初は大学の仮称を「西大和学園大学（仮称）」としていたが、のちに現在の名称に改められた。
「大和」の名は、令制国の名称としては今の奈良県域を指すが、ヤマト王権が奈良にあったことにちなみ、日本列島の古称としても用いられてきた。その古称「大和」を採用することについて、学園創立者であり初代学長の田野瀬良太郎は、「東大・京大に並び立つような、日本を代表する一大総合大学を目指す」と公言している。また、「東の早慶、西の大和」と評されるような質の高い教育研究の実践を掲げている。

### 建学の精神（校訓・理念・学是）
大和大学の公式ウェブサイトには、「学生と教職員の情熱が共振する本学園ならではの学風」を築く、また「時代の流れに即応できる確かな専門知識とグローバルな視野、深くあたたかな人間性を兼ね備えた、次代を担うにふさわしい人材へと成長できる教育・研究体制を整える」と記されている。
- 校訓や学是にあたるものは公表されていない。
- 大学ロゴマーク上部に付されるスローガン（広報用キャッチコピー）としては、大学設置時より継続して「大志を、まとえ。」が使用されている。ただし、政治経済学部の設置時には「野心を、まとえ。」というコピーが広報資材等に使用されたこともある[5]。

### 教育および研究
2014年の開学以来拡張が続いていて、最終的には学生数5000 - 6000人の規模をめざすことが構想されている。
大学院については、修士課程、博士課程、専門職大学院のいずれに関しても、これまでのところ設置の計画や構想は発表されていない。ただし理工学部では現在、他の国公立大学大学院理工学系研究科への進学を後押しする体制をとることは謳われている。
研究は教員個々には進められてはいるものの、組織的な研究により大学ぐるみでプロジェクト等の指定を受託するなどの体制構築にはまだ及んでいない。

### 学風および特色
教員個人研究室から演習室機能を分離・別置し、また学部ごとに共同研究室も設けることで、学生相互・教員相互の交流をよりオープンにし、併せて、学生の日常的な学修相談に教員自身がより積極的に応じようとする体制が志向されている。また、遠方から鉄道で通学する学生への配慮から、第1限の開始時刻が遅めに設定され、第5限以降や土日祝日には授業を極力入れない学年暦・時間割が志向されているため、免許・資格取得の奨励とも相まって履修科目の密度が上がる分、学生の平日日中の空きコマが減る傾向にある。加えて、いわゆる「単位制度の実質化」が打ち出される中で開学した経緯から、学生の出席・欠席が厳格に扱われている一方、資質能力育成の観点から実学が重んじられ、課外の実習・インターンシップも奨励されている。
こうしたことから、授業、免許・資格取得支援、学生の資質能力育成、学生の進路保障の優先順位が高く、教員の研究活動や、学生が空き時間や休日に行う部・クラブ・サークル等の課外活動については、教員・学生各自の自主性に委ねられる現状にある。ただし、日中に教員室を訪れる学生の日常的な学修相談に丁寧に応じる方針、ならびに「教職協働」により教員も事務に従事する前提（「教育および研究」内の「学部」-「学部長のもとでの運営体制」に詳述）のもとでの雇用契約に基づき、教員はフレックスタイム制等にはよらず通常の8時間労働制によって雇用される。このことに派生して、教員には毎朝の朝礼への出席が求められ、また20時以降は建物が施錠され教員も含め建物内の設備を使用できないことになっている。

## 沿革

### 年表

#### 開学以前
- 1984年（昭和59年） - 学校法人西大和学園設立
- 2013年（平成25年）10月31日 - 文部科学省が大学設置を認可

#### 開学以降
- 2014年（平成26年）
  - 4月1日 - 大和大学 開学、教育学部と保健医療学部を開設
- 2016年（平成28年）4月1日 - 政治経済学部を開設
- 2018年（平成30年）
  - 2月 - 文部科学省による設置計画履行状況等調査において、教育学部に関し、「専任教員数が認可時の計画から大幅に減少している。これに対しては，一定程度の専任教員の補充がなされているが，認可された設置計画の質の確保のためには更なる教員の充実が必要である。提示された教員補充計画を確実に履行しつつ，将来的な教員組織編制の計画を策定し，教育の質の維持向上に努めること」という「是正意見」が附された[10]
  - 8月 - 理工学部の開設時期（当初案では2019年4月）を1年延期すると公表[注 4]
- 2019年（平成31年）
  - 3月 - 文部科学省による設置計画履行状況等調査において、教育学部・保健医療学部の「教員選考の客観性及び厳格性が不十分と考えられ」ることに関し、「教員選考の客観性及び厳格性を確保するために審査の基準やプロセスを是正する」こと、また教員採用・昇格の選考の際に以後は直に文部科学省の「教員審査[11][12] を受審すること」、の2点を課す「指摘事項（是正）」が附された[13]
- 2020年（令和2年）
  - 3月 - 文部科学省による設置計画履行状況等調査において、保健医療学部看護学科に関し「入学定員超過の改善に努めること」との「指摘事項（改善）」が附されたが、それまでの指摘事項（是正・改善）や新たな事項の記載はなく、是正済・改善済と認められた[14]
  - 4月 - 理工学部を開設
- 2021年（令和3年）
  - 3月 - 7年以内ごと文部科学大臣認証評価機関の評価を受ける法的義務により実施された、公益財団法人日本高等教育評価機構による大学機関別認証評価において、「適合」と評価された[15][16]
  - 4月 - 社会学部を開設
- 2023年（令和5年）
  - 4月 - 情報学部を開設[注 5][18]
  - 4月 - 白鳳短期大学を大和大学白鳳短期大学部（Yamato University Hakuho Junior College Division）に名称変更
- 2024年（令和6年）政治経済学部に「グローバルビジネス学科」（定員80名）を設置
- 2025年（令和7年）理工学部に「生物生命科学専攻」（定員40名）を設置

## 基礎データ

### 所在地
- 大阪吹田キャンパス (OSC)[19] （大阪府吹田市片山町2丁目5-1 〒564-0082）

### 象徴
学舎壁面や広報物には、「Y」をあしらったロゴマークが開学以来一貫して使用されている。公式ウェブサイトには「ロゴマークはグローバル時代の日本の新しい大学として、"Yamato"のYをベースに、世界へ飛翔するイメージを込めました。赤は「情熱」、黒は「力強さ」、金は「特別さ」を表しています」と記されている。
- 大学旗と、体育館舞台上方の文字幕（水引幕）にだけは、西大和学園中学校・高等学校の校章と同じ、逆三角形三つの重なり合う意匠があしらわれている（ただし中心上部の文字は「大学」）。

### 学歌
「大和大学 学歌」は開学10周年を迎えるにあたり制定され、2023年（令和5年）3月、卒業式・学位授与式で披露された（作詞 田野瀬良太郎[学長]／作曲 松本 伸司[副学長]）。

## 教育および研究

### 組織

#### 学部
- 教育学部
  - 教育学科 ※大学案内には「小学校教員をめざし、中学・高等学校教員免許の取得を希望する場合は、国語・数学・英語教育専攻のいずれかに入学してください」との記載がある[20]。
    - 初等幼児教育専攻
    - 国語教育専攻
    - 数学教育専攻
    - 英語教育専攻

- 保健医療学部
  - 看護学科
  - 総合リハビリテーション学科
    - 理学療法学専攻
    - 作業療法学専攻
    - 言語聴覚学専攻

- 政治経済学部
  - 政治・政策学科（政治行政学科から2022年4月に新生）
    - 政治学専攻
    - 政策学専攻

  - 経済経営学科
    - 経済学専攻
    - 経営学専攻

  - グローバルビジネス学科（2024年4月開設）

- 理工学部
  - 理工学科 ※2025年4月より、機械工学専攻を「機械システム工学専攻」に、電気電子工学専攻を「電気電子情報工学専攻」に刷新。情報科学専攻を情報学部と統合し、新たに生物生命科学専攻を新設。
    - 生物生命科学専攻（2025年4月新設）
    - 数理科学専攻
    - 電気電子情報工学専攻（2025年4月名称変更）
    - 機械システム工学専攻（2025年4月名称変更）
    - 建築学専攻

- 社会学部
  - 社会学科 ※コース分けは2年次[21]
    - 現代社会学コース
    - メディア社会学コース
    - 社会心理学コース

- 情報学部（2023年4月新設）
  - 情報学科 ※専攻分けは3年次
    - 情報科学専攻
    - データサイエンス専攻
    - 経済経営情報専攻

#### 附属機関
- 図書館
- 開館時間 平日8:30 - 19:00 土曜8:30 - 15:00 ※授業期間外は短縮や臨時休館などの変更がある
- 蔵書数4万2000超[22]
- 館内にはコピー機（プリンタ機能つき）があるが、文献複写時に手続きを要し、著作権料上乗せ分コピー料金が高くなるのは、著作権法の定めによるもので他大学等の図書館と同様の扱いである[23]。
- 隣接する旧食堂跡に2021年4月、ラーニング・コモンズのエリアが置かれる。（※7「施設」の「キャンパス内の建物」を参照のこと）
- 『大和大学研究紀要』は開学初年度（2014年度）から毎年度発刊されている[24]。また、研究紀要など大和大学の知的生産物を保存し公開するアーカイブ「大和大学リポジトリ」[25] は2019年10月から公開されている。

## 学生生活

### 部活動・クラブ活動・サークル活動
開学当初からいわゆる「公認欠席」（公欠）の取り扱いがなく、学生の欠席に対し厳格な対応がなされている。実習先の都合により、実習が授業と重なり授業を休まざるを得ない場合のみが公認欠席として認められ、部活動の大会・試合・定期演奏会等での欠席は、あくまで通常の欠席として扱われるが、全国大会につながる一部大会については、2022年度後期から配慮措置が行われている。
学生に対しては授業出席を厳しく求める昨今のこうした社会情勢を背景として、大和大学における部・サークルの活動は実状として、学生自身の自主的活動の範疇で結成や維持・運営がなされていて、大学側が積極的に活動に関与したり活動を振興したりするといった他の私立大学で一般的な施策は、特には行われていない。例えば、部活動歴を特段の評価対象とし部への所属を前提とする入学者特別選考や推薦入学枠などの受験生優待策、あるいは受賞や入賞等による学納金減免や補助金・奨学金支給などの好成績者優遇策は開学以来行われておらず、また各団体においては、学生が学内外の人に有償または無償で一定期間または単発で指導を依頼することはあっても、大学側がコーチやスタッフを主体的に選任・雇用することはない。目立って大きな体育部は存在せず、部に所属しても企業チームや実業団等とのつながりや就職時の優先採用枠等を得られる状況にもない。
そのような環境下でも、軟式野球部は全国大会準優勝や西日本大会優勝などの戦績を残している。

#### 部
- バスケットボール部
- 軟式野球部
- 陸上競技部
- サッカー部
- 男子バレーボール部
- 女子バレーボール部
- ファミリーバドミントン部
- 吹奏楽部
- ダンス部
- 剣道部
- 卓球部
- 空手部
- ゴルフ部
- 軽音楽部
- 合唱部

#### サークル
- 体育系
  - M-house (バスケット)
  - march（バレーボール）
  - GOAT（テニス）
  - GIANTKILLINGS（軟式野球）
  - バドミントンサークル
  - ベルモカ（スポーツ）
  - K-POP
  - UNITE（バレーボール）
  - キャップ野球サークル
  - NEXUS（フットサル）
- 文化系
  - ゲームサークルGLP
  - たんぽぽ子ども会
  - 写真サークル－Photo－
  - eスポーツ
  - Apor Tar（ボランティアサークル）
  - YGCC（ヤマトゲームクリエイティブ）
  - 映像制作サークル
  - ささえ（ボランティアサークル）
  - 数学サークル
  - デザインサークル
  - GATE（銀河創作技術企画）
  - TRPGサークル Critical

### 学園祭
大和大学の学生組織「和纏会」（部活動、サークル、企画・イベント、学園祭を統括）の主催で、毎年10月に学園祭「和纏祭」が行われる。「和纏(わてん)」という名は、「大和」の「和」とスローガン（広報用キャッチコピー）「大志を、まとえ。」の「纏（まと）う」の2字から成り、2014年第1期入学生らの命名による。2日間でさまざまな模擬店やイベントが開催される。

## 大学関係者と組織

### 大学関係者組織
- やまと会 - 大和大学の同窓会組織。大和会とも。出身学部ごとに支部を設置している。

### 大学関係者一覧
- 大和大学の人物一覧

## 施設

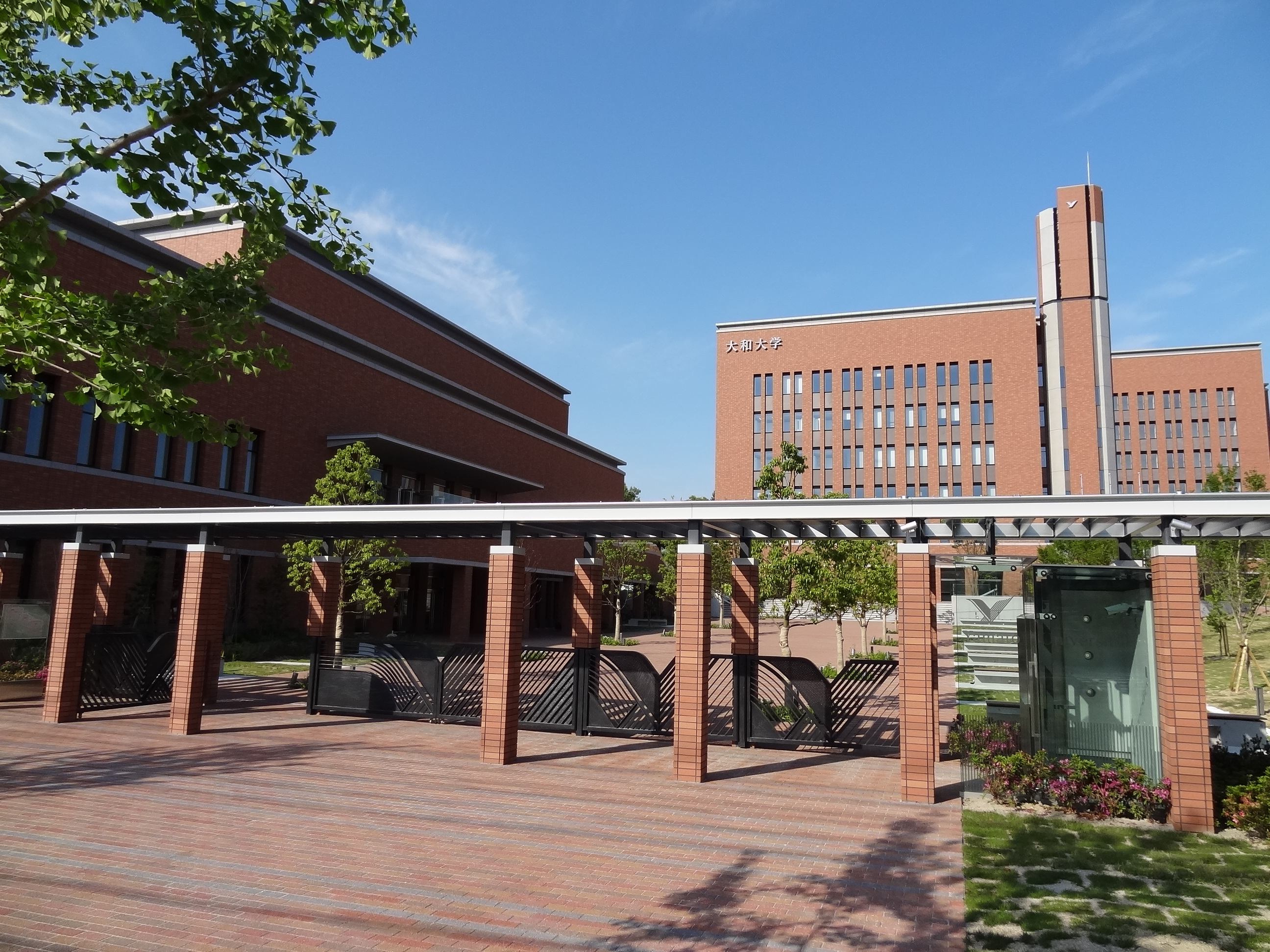
旧・正門前よりキャンパスを望む。（2014年撮影）

### 大阪吹田キャンパス(OSC)
- 開学時、すでに「健康増進法」が施行されていたことや、教員と医療従事者を養成する教育・保健医療2学部で発足した経緯から、開学当初よりキャンパス内は完全禁煙であった。ただし実際には西門の外や吹田グリーンプレイスでの喫煙が相次いだことから、2022年度後期からはB-厚生棟屋外の半地下部分が、喫煙場所として指定されている。なお、「吹田市環境美化に関する条例」の改正により、2015年2月から吹田市内全域の道路や公園等での歩きたばこは禁止され、違反者には過料が課される[28]。
- 北隣には西日本旅客鉄道社員研修センター（旧関西鉄道学園）がある。キャンパス敷地は、以前はJR西日本の社宅（吹田宿舎、旧国鉄官舎）区域の一部であった。東隣には、JR西日本グループ初の「駅ソト」ショッピングセンターとなる「吹田グリーンプレイス」が、開学3年目の2016年6月に開業した[29]。
- 南隣にはアサヒビール創業の地、吹田工場とアサヒビール迎賓館･先人の碑がある。西隣には吹田市立片山公園があり、吹田市立中央図書館、吹田市立片山市民体育館、吹田市片山市民プールが公園内に、教員研修に加え教育相談・不登校生支援の機能もあり学生サポーターの経験を積める[30]吹田市立教育センターが公園そばに位置する。付近の片山神社とも併せて、一帯は緑の濃い静かな環境を形成している。

- 公共交通機関または自転車での通学が大前提となっている[31]。
  - 吹田駅 (JR西日本)下車 徒歩約9分
  - 吹田駅 (阪急)下車 徒歩約10分

### 設計・施工
- 設計は一貫して株式会社松田平田設計が担い、「外装をタイル貼りとし、均整のとれたエレベーションとすることでアカデミックかつモダンなイメージを目指す」デザインを採用したと説明されている[32]。各棟ともモダンなイメージながら、煉瓦貼りの中に帯状の打ち放しコンクリート部が配されている点では、赤煉瓦に白い石を帯状にめぐらせる辰野金吾の「辰野式建築」を連想させる意匠的要素もある。
- 交通至便の地にあることから、講義棟など各施設は各種の資格・検定試験、採用試験、模擬試験の会場としても利用されている。
  - 2021年、新たに大学入学共通テスト第1回（第1日程、1月実施）の大阪府試験場の一つに加えられた[33]。
  - 2021年、医師（第115回、2月）・助産師（第104回、同）・保健師（第107回、同）国家試験の大阪府試験場の一つに選ばれた[34]。

#### キャンパス内の建物
1991年（平成3年）の大学規制緩和（いわゆる「大学設置基準の大綱化」）により、各大学が比較的自由に施設と運営形態を検討できるようになったことから、後発の大和大学では特色ある取り組みとして、主に「専攻間で情報を共有」し「教育や指導に生か」す という教育上の目的のもと、学部ごとの大きな共同研究室と小さな教員個人研究室 とを併用する計画によって設置認可を受けた。その際、B-管理棟（教育学部・保健医療学部・政治経済学部で共用）3 - 5階の各教員個人研究室から演習室としての機能と空間が分離され、代わりに別棟のC-講義棟内に多数の小部屋が演習室用途として集中配置される設計がなされた。
こうした取り組みには、教員相互・学生相互の交流を極力オープンにすることで、発想を刺激し研究の進展を促すという研究上の効用もあり、また「セクシャルハラスメント」や2000年代以降社会問題として表面化したいわゆる「アカデミックハラスメント」（うち、学生の被害の面を重視した用語に「キャンパスハラスメント」 もある）を建築構造上予防する効果もあるとされる。片やその反面、リポジトリなど論文の電子公開が昨今は進展しているとはいえども、特に文系の学問では必須である教育・研究用基本文献の保管・運搬・使用に著しい物理的制約がかかる、という副作用も伴う。また消防法等との関係から、数m2程度の小さな教員個人研究室各室の間仕切りは天井まで延びておらず、オープンであるがゆえに音や臭いが部屋から漏れる問題も発生しがちである。
しかし理工学部設置の際、大学設置・学校法人審議会からは、既設3学部の路線に沿って一旦竣工した卒研フロア（うち6F部分はオープンスペース） など、オープンラボのあり方に対し否定的な審査意見 が付された。これを受け、理工学部設置申請一旦取り下げ（2018年8月）から理工学部開設（2020年4月）に至るまでの間に、一旦竣工 したD-講義棟に改装工事が加えられた。その際、6Fのオープンスペースは改修され、竣工当初は2Fに設けられていた理工学部共同研究室が5Fに移転し事務机が理工学部全教員分並ぶ程度の面積に圧縮される一方、研究機器、試薬試料、実験過程等を各教員が安全に管理しやすいよう、また所属ゼミ生の演習や自修も同じ空間の中で可能になるよう、理工学部の教員個人研究室（「プライベート・ラボ」）は広く割り当てられ厚い壁で天井まで仕切られるなど、他大学に相当する面積と仕様の個室がフロアに並ぶ一般的な仕様に変更された。ただ、20時以降は施錠され教職員や在学生であっても入館できない点は、他の学部と共通している。
なお、その後建設されたE-講義棟の教員個人研究室（社会学部）については、B-管理棟よりは広めの面積が当てられ、各個人研究室から分離別置された演習空間（演習室群）も教員個人研究室・共同研究室とともに同一フロア上に配置されるなどの変更点があり、新しい設計思想の採用に伴いB-管理棟（先発3学部）で生じた一連のデメリットに対し、ある程度の改善がみられる。
現在は、学生数を5000 - 6000人規模とする構想のもと、現行の大学設置基準に沿って、想定学生数に見合う規模と内容の施設・設備の整備が段階的に進められている。整備経過と現況は、次の通りである。
- グラウンド ※2014年暫定運用、敷地拡張に伴い2018年整備移設
- A - 厚生棟 地上3階 鉄筋コンクリート一部鉄骨造 ※2014年完成
  - 1F西：図書館閲覧室・カウンター・書架（「サイレント・エリア」）
  - 1F東：図書館ラーニング・コモンズ[45]（「コモンズ・エリア」）※2021年新設(旧食堂跡)
  - 2-3F：体育館、多目的体育館
  - スロープあり（管理棟前-2F）
- B - 管理棟 地上6階 鉄筋コンクリート造 ※2014年完成
  - 1F：事務局、入試広報室
  - 2F：キャリアセンター
  - 3F：教職支援センター、教育学部教員室（共同研究室）
  - 4F：保健医療学部教員室（共同研究室）
  - エレベータ 2基（全階停止）
    - 1基は来学者・教職員用
    - 1基は主に学生用
- C - 講義棟 地上7階 鉄筋コンクリート造 ※2014年完成
  - 1-7Fのうち低 - 中層階は主に教育学部と政治経済学部とが使用
  - 1-7Fのうち高層階は主に保健医療学部が使用。停止階制限は節電と待ち時間削減のために行われる一般的な策だが[46]、学長が学生の質問に「若い人は足腰を鍛えてほしい。若いうちにできるだけ多く歩いてほしい」との旨、口頭で回答したことがある。学長自身、日常的に多くの場面で自ら階段を利用している。現在は各階に停止する。
- D - 講義棟（通称｢理工学部棟｣ ） 地上6階 鉄骨造 ※2019年完成・2020年運用開始
  - 5F：理工学部教員室（共同研究室）
- E - 講義棟（通称「社会学部棟」） 地上4階 鉄筋コンクリート一部鉄骨造 ※2021年完成
  - 1F：食堂〈ダイニングホール大-TAI-〉681席・喫茶〈カフェ和-WA-〉146席＝運営受託 エームサービス株式会社（三井グループ）[47]
  - 2F：各学部共用講義室
  - 3F：社会学部教員室（共同研究室）
- F - 講義棟（通称「情報学部棟」） 地上4階 鉄筋コンクリート造 ※2023年完成[48]
  - 1F：情報学部教員室（共同研究室）、データサイエンスステーション
  - 2F：各学部共用講義室
  - 3F：政治経済学部部教員室（共同研究室）
- アリーナ棟（大和アリーナ） 地上2階 鉄筋コンクリート造  ※2023年完成[49]

## 対外関係

### グループ校
広報物等には「西大和学園グループ」と記されている。各学校園が対等に連携しつつそれぞれ独自に運営されていることから、上下や権限の関係を連想させる「系列」や「附属」等でなく「グループ」という呼称が用いられている。
大和大学白鳳短期大学部こども教育専攻から大和大学教育学部への3年次編入枠（5名）は存在するが、西大和学園中学校・高等学校から大和大学への連携コースや連絡進学などの特別な制度はない。
- 大和大学白鳳短期大学部（1998年開学､2023年名称変更〈旧･白鳳短期大学〉
- 西大和学園中学校・高等学校（1986年高校開校）
- 西大和学園カリフォルニア校(NAC)[52]・西大和学園海外教育センター（1993年開設）
  - 西大和学園補習校[53]
    - 西大和学園補習校パロスバーデス校舎
    - 西大和学園補習校アーバイン校舎
- 西大和学園サンノゼ校幼稚園[54]

### 姉妹保育園
両園は大和大学教育学部（※保育士養成課程を置いていない）の実習園ではない。
- なかよし保育園（社会福祉法人愛誠会、奈良県五條市岡町）[55] ※学校法人西大和学園グループのルーツともいえる保育園[50]。
- 西大和保育園（社会福祉法人白鳳会、奈良県北葛城郡河合町）

## 社会との関わり
- 2016年の政治経済学部設置の際には、山崎拓、石原伸晃、平沢勝栄、野田聖子、森まさこなどの自民党の政治家が月1回リレー方式で行う講義や、大企業幹部による実学講座を週1回で開催することなどを目玉とした[56][57]。
- 理工学部の設置を構想中であった当時、学部設置の準備室長は文部科学省の元官僚泉紳一郎が務めていた[58]。
- なお、大和大学においては、入学手続きや学納金徴収に際し学生やその学費負担者に寄附金を求めること、また学生・卒業生・職員・一般市民に寄附金を募ることは、開学以来行われていない[59]。
- 学生納付金は、2019年度入学生まで「授業料」と「教育充実費」とに分割表示されていたものが「授業料」に一本化され、2020年度入学生からは「入学金」と「授業料」と専攻ごとに異なる「諸経費」の3区分に整理された[60]。